# Ernst Koslitsch

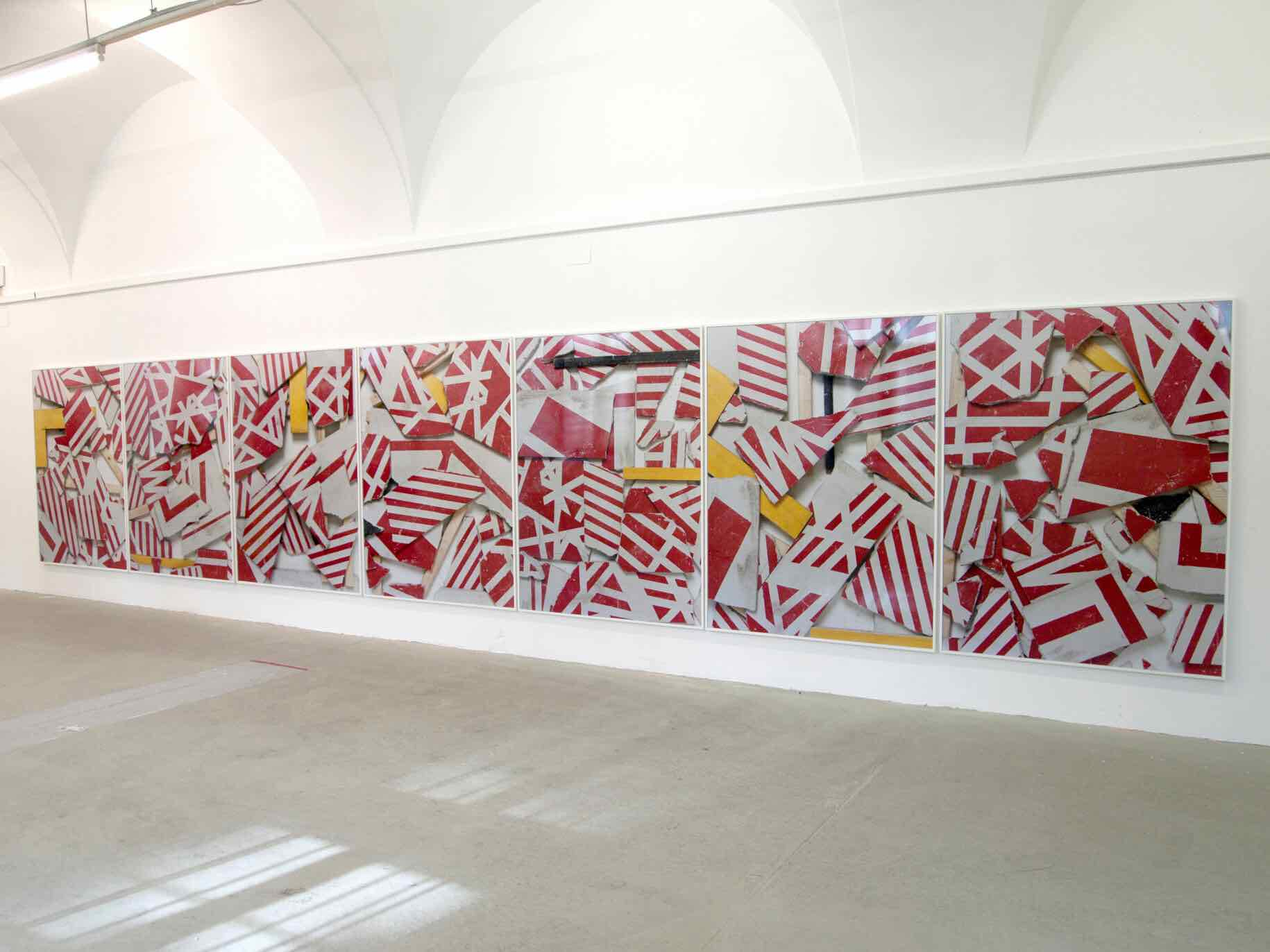
Ausstellungsansicht „Ich kann beim besten Willen kein Boot erkennen“, Fotoarbeit, Wien

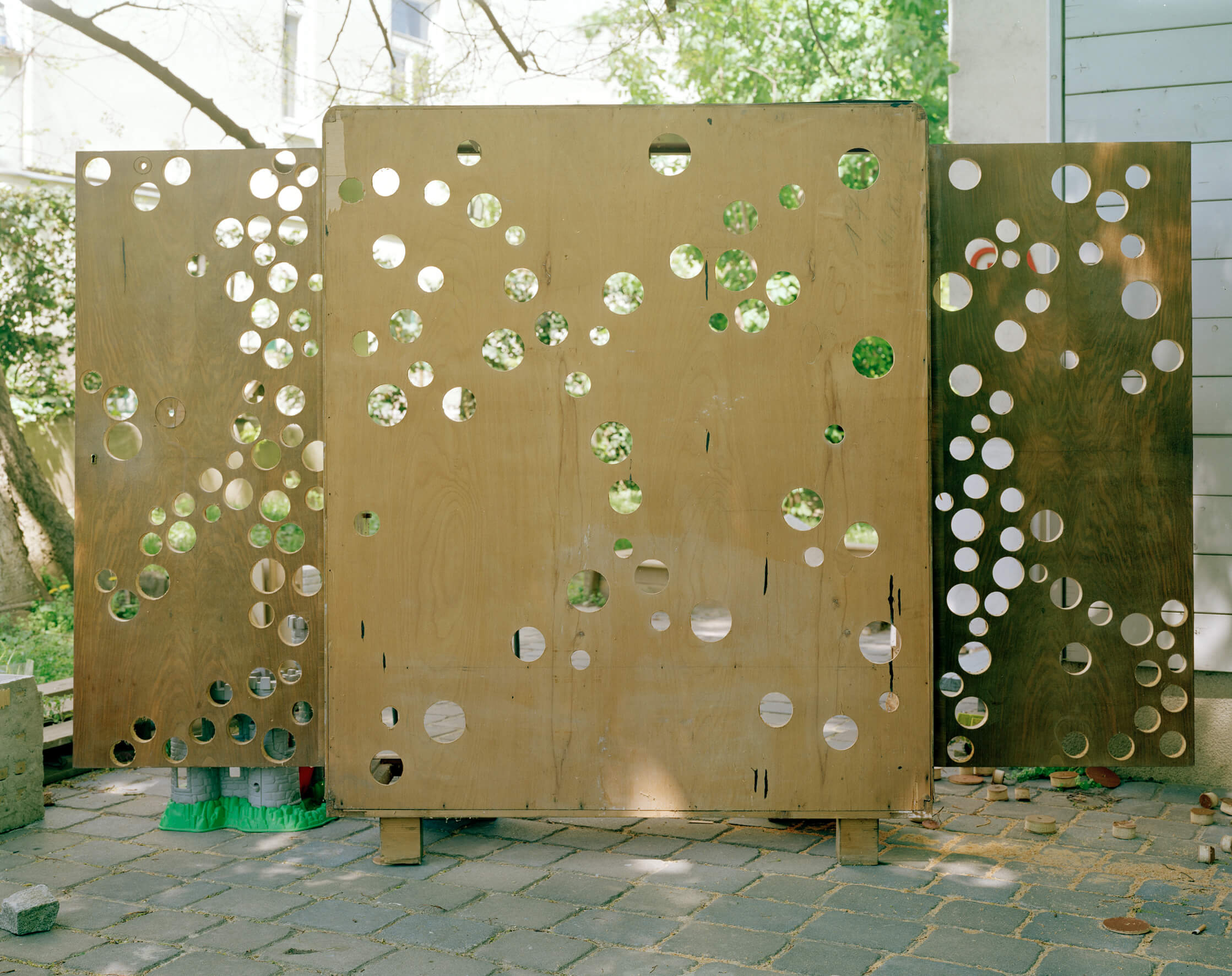
Farbfotografie, Fotokunst, Wien

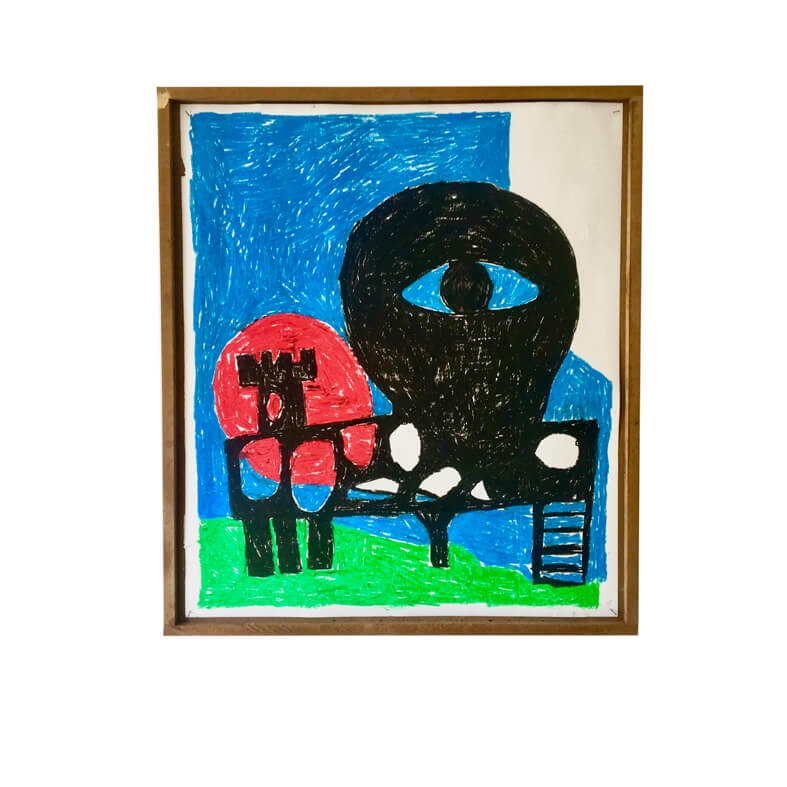
Close Encounter with Tower, 2019

Ernst Koslitsch (* 1977 in Wagna, Steiermark) ist ein österreichischer bildender Künstler. Er lebt und arbeitet in Wien.

## Leben
Ernst Koslitsch begann seine berufliche Laufbahn zunächst als Koch und absolvierte seine Lehre im Restaurant Hager in Hallein bei Salzburg. Nach seiner Ausbildung ging er nach Wien, um dort seinen Zivildienst im St. Anna Kinderspital abzuleisten. Anschließend arbeitete er in Restaurants und Hotels im In- und Ausland. Eine seiner letzten Tätigkeiten als Chef de Partie war auf dem Passagierschiff Seabourn des britisch-amerikanischen Kreuzfahrtunternehmens Carnival Corporation.
Nach seinem Auslandsaufenthalt begann er einen Workshop für Fotografie und absolvierte anschließend zwischen 2003 und 2010 ein Kunststudium. Von 2011 bis 2018 war er Gründungsmitglied des Unternehmens 12 Munchies in Wien-Währing.

## Werdegang als Künstler
Koslitsch besuchte ab 2003 die Universität für angewandte Kunst im Bereich Fotografie bei Gabriele Rothemann. Weiters studierte er ab 2008 an der Akademie der bildenden Künste Wien Bildhauerei und performative Kunst bei Monica Bonvicini. Es folgte die Diplomarbeit im Jahr 2010 mit dem Titel „Ich kann beim besten Willen kein Boot erkennen“. Es handelte sich hierbei um eine Fotoarbeit, in der es um Bemalungen von Kriegsschiffen aus dem Ersten Weltkrieg ging. Die Bemalungen, auch bekannt als razzle dazzle Paintings, hatten die Aufgabe, den Gegner zu verwirren. Neben der Fotoarbeit entstanden seine ersten skulpturalen Arbeiten aus Plastikfolien und gelbem Holz.
Schon während seines Studiums stellte Koslitsch seine Arbeiten aus. 2008 kam es zu seiner ersten Einzelausstellung in der neuen Galerie im Universalmuseum Joanneum bei Graz mit dem Ausstellungstitel Notopia. Kurator der Ausstellung war Günther Holler-Schuster. Seine Arbeiten sind in zahlreichen öffentlichen und privaten Sammlungen vertreten.

## Werk
Koslitsch arbeitet mit dem Medium Fotografie, Skulptur und Objekt. 2017 begann er, mit einfachsten Mitteln zu malen und sich intensiver mit Zeichnung zu befassen. Seine gelben Wandskulpturen haben den Sammelbegriff „Yellowuniverse“. Es sind Arbeiten aus gelben gebrauchten Doka-Platten, die üblicherweise auf Baustellen Verwendung finden. Daraus entstanden zwischen 2015 und 2019 große dreidimensionale Wandskulpturen. Inhaltlich geht es in seinen Arbeiten um Wahrnehmung, Konspiration, Manipulation und Täuschung. Des Weiteren befasst er sich mit Fake News, Ufos und Themen wie Star Trek und Science-Fiction.

## Ausstellungen (Auswahl)
- 2006: portrait-Dialog-Experiment, forum Stadtpark, Graz
- 2007: a piece of water-zwischenspiel, Vertikale Galerie/Verbund, Wien
- 2007: Plat(t)form 07, Fotomuseum Winterthur, Schweiz
- 2008: Notopia, Neue Galerie, Graz
- 2008: Konstruierte Realitäten, Fotogalerie, Wien
- 2009: living form - living spaces, Galerie 5020[4], Salzburg

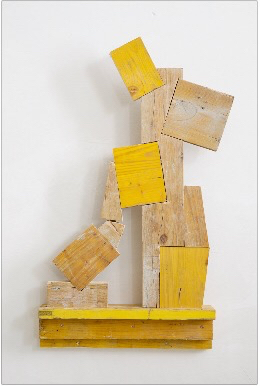
Seven of nine, Wallpiece, Skulptur

- Kunstwerk: Wallpiece, Yellowuniverse, Flatland, Wandarbeit, Ernst KoslitschSeven of nine, Wallpiece, Skulptur 2009 „anlehnen verboten“ Kooperation mit Lea Titz, smallest gallerie, Graz

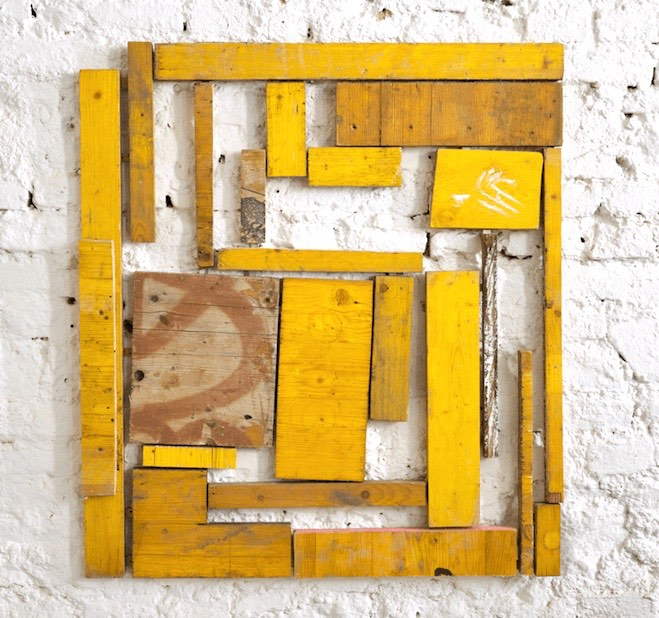
Kunstwerk: Wallpiece, Yellowuniverse, Flatland, Wandarbeit, Ernst Koslitsch

- 2010: Milk Drop Coronet, Camera Austria im Rahmen des Steirischen Herbst 2010
- 2011: Home Sweet Home, Valencia, Spanien
- 2012: curated by_Alexander Streitberger: Prozesse[5], Galerie Raum mit Licht, curated by_vienna
- 2013: PARALLEL Vienna 2013, Ehemaliges K. K. Telegrafenamt, Parallel Vienna (Kunstmesse)
- 2014: photo graz 014, Kunstfreiraum Papierfabrik (Gruppenausstellung)
- 2017: Präsentation Raum mit Licht, viennacontemporary 2017, Galerie Raum mit Licht
- 2018: UNFRAMED/FRAMED, Galerie Raum mit Licht (Gruppenausstellung)
- 2019: Flying things and other objects, Artwalk18, Atelierrundgang 2019

## Auszeichnungen
- 2006: Ankaufspreis des Landes Steiermark
- 2007: Sophie und Emanuel Sohn Stipendium
- 2007: ECB Photo Award/Ausstellung[6]

## Publikationen
- Fotografie an der Angewandten, Klasse Rothemann Fotohof
- a piece of water, Katalog (Texte von Anna Stuhlpfarrer, G. Rothemann u. a.)
- Auf der Schwelle Projekte der Universität für angewandte Kunst Wien, 2011, Beatrix Sunkovsky (Hg.)
- Notopia, Herausgeber, neue Galerie, Graz (Texte von Günther Holler-Schuster und Boris Manner)